# Nassau County (Florida)
Nassau County is een county in de Amerikaanse staat Florida.
De county heeft een landoppervlakte van 1.688 km² en telt 57.663 inwoners (volkstelling 2000). De hoofdplaats is Fernandina Beach.

## Bevolkingsontwikkeling

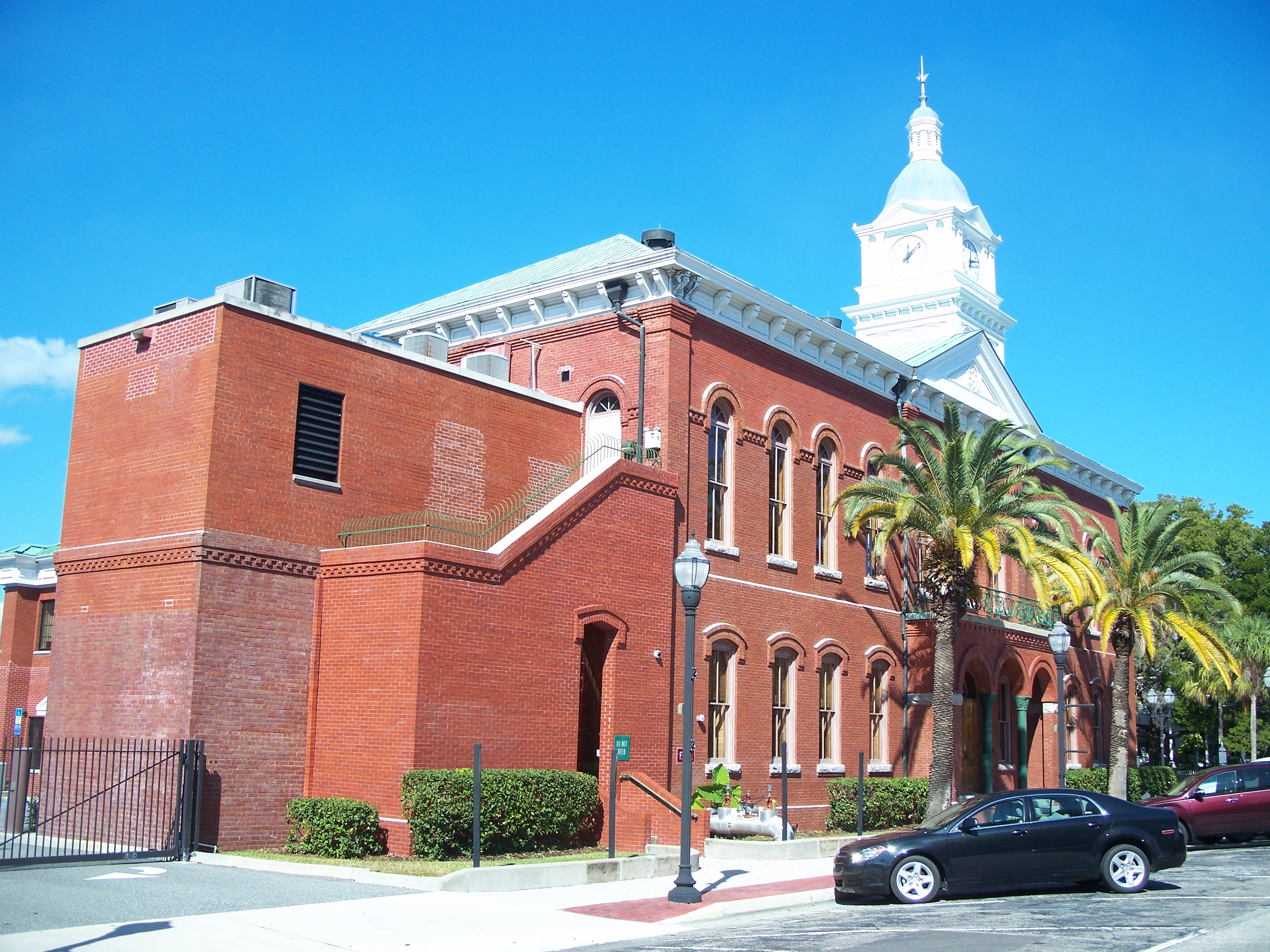
Nassau County Courthouse